# Deutsches Kartoffelmuseum
Das Deutsche Kartoffelmuseum in Fußgönheim, einer Ortsgemeinde der Verbandsgemeinde Maxdorf im Rhein-Pfalz-Kreis (Rheinland-Pfalz), ist neben dem Kartoffelmuseum in München und dem Vorpommerschen Kartoffelmuseum in Stremlow eines von drei Kartoffelmuseen in Deutschland.

## Museum
Träger ist der als gemeinnützig anerkannte eingetragene Verein Deutsches Kartoffelmuseum Fußgönheim e. V., dessen Mitglieder ehrenamtlich tätig sind.
Das Museum informiert unter anderem über Botanik, Zucht und Herkunft der Kartoffel sowie ihre Verbreitung, insbesondere ihren Anbau in der Pfalz und Preußen, dort gefördert durch den König Friedrich den Großen (1712–1786).
Der Eintritt in das Museum ist frei.

## Gebäude
Ein Gebäude des Kartoffelmuseums ist die 1842 errichtete Fußgönheimer Synagoge.